# Emadeldin Abdellatif
Emadeldin Sherin Fawzy Abdellatif (1º gennaio 1993) è un tuffatore egiziano.

## Biografia
Ha rappresentato la nazionale egiziana ai campionati mondiali di nuoto di Kazan' 2015 gareggiando nei concorsi dei tuffi del trampolino 1 metro, dove ha concluso ventiseiesimo, ed in quello da 3 metri, piazzandosi al cinquantaduesimo posto. Nella gara dal trampolino 3 metri sincro è giunto ventesimo, in coppia con il connazionale Youssef Ezzat Selim.